# Bernard Schmetz
Bernard Schmetz   (Orleans, 21 de març de 1904 - 15è districte de París, 11 de juny de 1966) va ser un tirador d'esgrima francès, especialista en espasa, que va competir durant les dècades de 1920 i 1930.
El 1928 va prendre part en els Jocs Olímpics d'Amsterdam, on va guanyar la medalla de plata en la prova d'espasa per equips del programa d'esgrima. A Los Angeles, el 1932, guanyà la medalla d'or en la prova d'espasa per equips, mentre en la d'espasa individual fou cinquè. La seva tercera i darrera participació en uns Jocs fou a Berlín, el 1936, amb una medalla de bronze en la prova d'espasa per equips.
En el seu palmarès també destaquen nou medalles al Campionat del Món d'esgrima, dues d'or, quatre de plata i tres de bronze.